# Boomerang (Asia)
Boomerang fue un canal de televisión de televisión por suscripción fue propiedad de Warner Bros. Discovery Asia-Pacific, dedicada a la emisión de series animadas. La versión del Boomerang del sudeste asiático se lanzó en septiembre de 2005 con una alineación muy similar a la de la versión estadounidense. Comenzó anteriormente como un bloque de programación en Cartoon Network de 2001 a 2005 durante las noches de semana. Tiene muchas similitudes con el feed de Australia, incluidas las promociones que se comparten entre ambos. 
En diciembre de 2012, el canal fue reemplazado por Toonami Asia. Sin embargo, se relanzó el 1 de enero de 2015, con un nuevo aspecto y como parte del esfuerzo global de cambio de marca del Boomerang para 2015. El canal reemplazó la señal asiática de Cartoonito. El 28 de julio de 2023, Boomerang cerró sus emisiones para ser reemplazado por Cartoonito, siendo la segunda vez que la marca Cartoonito regresa como canal en la región.

## Programación

### Boomerang en TV5 Kids
Boomerang en TV5 Kids se emitió entre septiembre de 2015 y septiembre de 2017. Transmite algunos programas directamente desde Boomerang Asia sudoriental y Boomerang Australia y Nueva Zelanda.
Todos los espectáculos en el bloque Boomerang están doblados en filipino. Se transmite The Looney Tunes Show, Rat-A-Tat, Inspector Gadget y Mr. Bean: The Animated Series todas las tardes de lunes a viernes. 
Desde octubre de 2017, el bloque Boomerang en TV5 Network Filipinas se abandonó debido a la preparación para la colaboración con el canal deportivo con sede en EE. UU. ESPN; que actualmente se encuentra en Filipinas desde diciembre de 2017 (durante las Finales de la Copa del Gobernador de la PBA 2016-2017). Se llama "ESPN5" (anteriormente "Sports5"). 

## Antiguos bloques de programación

### Boomeraction
Boomeraction fue un bloque que, como su nombre lo indica, consistió en espectáculos clásicos orientados a la acción como Jonny Quest, Birdman y Galaxy Trio, Sealab 2020 y otros. El bloque se emitió de lunes a viernes a las 5:00 p. m. 

### Boom! Boom! Boom!
Boom! Boom! Boom! fue un bloque de fin de semana imparable sin interrupciones comerciales, con los toons favoritos de todos los tiempos. 

### Tiny TV
Tiny TV comenzó a emitirse el 1 de marzo de 2010 y se mostró de 9:00 a. m. a 2:00 p. m. de lunes a viernes. Anteriormente, el bloque transmitía versiones de dibujos animados clásicos de Warner Bros. y Hanna-Barbera como The Flintstone Kids, Baby Looney Tunes, Tom & Jerry Kids y A Pup Named Scooby-Doo . Desde entonces, también ha comenzado a mostrar otros dibujos animados adquiridos con temas para niños pequeños, como Postman Pat y Care Bears: Adventures in Care-a-lot . 

### Boomerang Theater
Boomerang Theater es el bloque de películas de Boomerang, y actualmente se transmite en los Estados Unidos.

### Boomysteries
Boomysteries es un bloque nocturno de temática misteriosa los fines de semana a las 11:00 p. m. que presenta las historias de toon más extrañas pero misteriosas de la historia. 

### Boomeracers
Boomeracers era un bloque de programación con temas de carreras de autos que se transmitía de lunes a viernes a la 1:30 p. m. 

### The Zoo
The Zoo es un bloque de programación con temas de animales que se transmitió de lunes a viernes de 9:00 a 11:00 a. m. Al igual que con los Boomeracers, The Zoo fue un spin-off del bloque Boomerang del mismo nombre, y también se emitió en el Reino Unido. 

### The Big Bucket
The Big Bucket era el bloque de maratón de Boomerang. Comenzado en junio de 2006, The Big Bucket presentó una maratón de tres horas del personaje del mes de Boomerang. 

### Free Classic
Free Classic fue el bloque clásico de dibujos animados de Boomerang. Comenzado en julio de 2007, Free Classic presentó un clásico de dibujos animados de cinco horas del personaje del mes de Boomerang.